# Pogonatum patulum
Pogonatum patulum là một loài Rêu trong họ Polytrichaceae. Loài này được (Harv.) Mitt. miêu tả khoa học đầu tiên năm 1859.